# Markshawius
Markshawius – rodzaj błonkówek z rodziny męczelkowatych. Gatunkiem typowym jest Markshawius erucidoctus.

## Zasięg występowania
Rodzaj znany z Azji Południowo-Wschodniej.

## Biologia i ekologia
Żywiciele gatunków z tego rodzaju nie są znani.

## Gatunki
Do rodzaju zaliczane są 3 gatunki:
- Markshawius erucidoctus Fernandez-Triana & Boudreault, 2018
- Markshawius francescae Fernandez-Triana & Boudreault, 2018
- Markshawius thailandensis Fernandez-Triana & Boudreault, 2018